# Jean-Marc Moulin
Jean-Marc Moulin est un joueur de football français, né le 27 novembre 1973 à Aubenas. Il évolue au poste de défenseur.

## Carrière
- 1992-1996 :  Olympique lyonnais (20 matchs, 0 but)
- 1996-1997 :  EA Guingamp (14 matchs, 0 but)
- 1997-1999 :  FC Martigues (33 matchs, 0 but)
- 1999-2002 :  AS Beauvais (62 matchs, 0 but)
- 2003-2005 :  Tours FC (34 matchs, 0 but)[1]

## Palmarès
- Vainqueur de la Coupe Intertoto en 1996 avec Guingamp
- Champion de National en 2000 avec l'AS Beauvais